# American Fern Society
American Fern Society – międzynarodowe stowarzyszenie pterydologiczne.
American Fern Society zostało założone w 1893 roku i obecnie zrzesza około 900 członków, będąc jednym z największych na świecie stowarzyszeń gromadzących botaników zajmujących się paprotnikami. Jego założycielem był naturalista Willard Nelson Clute Stowarzyszenie wydaje czasopismo naukowe "American Fern Journal" (dawne "The Fern Bulletin"), biuletyn "Fiddlehead Forum", czasopismo przeglądowe "Annual Review of Pteridological Research" oraz serię książek pod banerem "Pteridologia".